# Liste des premières femmes par métier ou fonction en Guinée
Cet article dresse une synthèse (non exhaustive) des premières femmes guinéenne ayant exercé des fonctions politiques, juridiques, sociales, artistiques, culturelles ou sportives ou à avoir reçu une distinction importante dans des activités anciennement réservées aux hommes.

## Politique

### Premières femmes ministres

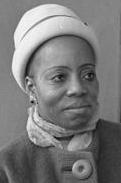
Première femme ministre guinéenne.

| Année | Nom                      | Première titulaire                                                                                |
| ----- | ------------------------ | ------------------------------------------------------------------------------------------------- |
| 1961  | Loffo Camara             | affaires sociales,                                                                                |
| 1991  | Rougui Barry             | Maire de Matam                                                                                    |
| 2007  | Paulette Kourouma        | Justice et des Droits de l’Homme                                                                  |
| 2008  | Makalé Traoré            | Fonction publique, de la Réforme de l'État et de la Modernisation de l'administration,            |
| 2008  | Mariam Béavogui          | Santé                                                                                             |
| 2008  | Maïmouna Diallo          | Tourisme                                                                                          |
| 2010  | Aicha Bah                | ministre de l’Enseignement pré universitaire, technique, professionnel, et de l’éducation civique |
| 2009  | Hadja Makoura Sylla      | ministre de la Promotion féminine et de l’Enfance                                                 |
| 2010  | Zénab Saïfon Diallo      | ministre du Plan et de la Coopération internationale                                              |
| 2010  | Nanfadima Magassouba     | ministre de la Solidarité nationale, de la Promotion féminine et de l’Enfance                     |
| 2010  | Mariama Béavogui         | ministre de la Micro-Finance, du Secteur informel, de l'Emploi des Jeunes et des femmes           |
| 2010  | Bah Ramatoulaye          | ministre de l’Industrie et des PME                                                                |
| 2010  | Hadja Rougui Barry       | ministre chargée des Guinéens de l'étranger.                                                      |
| 2014  | Kadiatou N'Diaye         | ministre de l'Environnement, des Eaux et Forêts.                                                  |
| 2014  | Domani Doré              | ministre des Sports.                                                                              |
| 2014  | Jacqueline Marthe Sultan | ministre de l'Agriculture.                                                                        |
| 2015  | Mama Kanny Diallo        | ministre du Plan et de la Coopération internationale.                                             |
| 2015  | Malado Kaba              | ministre de l’Économie et des Finances.                                                           |
| 2015  | Oumou Camara             | ministre des Travaux publics.                                                                     |
| 2018  | Djènè Keita              | ministre de la Coopération et de l'Intégration africaine.                                         |
| 2020  | Bountouraby Yattara      | ministre de l'Énergie.                                                                            |
| 2021  | Aissatou Baldé           | ministre de la Jeunesse et de l'Emploi jeune.                                                     |
| 2021  | Djalikatou Diallo        | ministre de l'Unité nationale et de la Citoyenneté.                                               |
| 2021  | Mariama Camara           | ministre du Commerce.                                                                             |
| 2021  | Aminata Kaba             | ministre des Postes, des Télécoms et de l’Économie numérique.                                     |
| 2021  | Charlotte Daffé          | ministre de la Pêche et de l'Économie maritime,.                                                  |
| 2021  | Rose Pola Pricemou       | ministre de l'Information et de la Communication,.                                                |
| 2021  | Louopou Lamah            | ministre de l'Environnement et du Développement durable.                                          |

### Premières femmes présidentes d’institutions politiques
| Année                        | Nom | Première femme Ministre                                             |
| ---------------------------- | --- | ------------------------------------------------------------------- |
| 1961                         | Hadja Nima Bah (député de Dinguiraye), Fatou Keita(député de ?), Fatou Aribot(vice-présidente de l’assemblée) et Gnalein(député de ?). | Quatre première femmes élu a l'assemble territoriale de la Guinée   |
| 1972                         | Jeanne Martin Cissé | Première femme à présider le Conseil de sécurité des Nations unies. |
| 8 février - 21 décembre 2010 | Rabiatou Serah Diallo | Première femme Présidente du Conseil national de la transition      |

### Premières femmes grades militaires
| Année | Nom            | Première femme Ministre                                                 |
| --- | -------------- | ----------------------------------------------------------------------- |
| 2021 | M'Mahawa Sylla | Première femme général de l'armée guinéenne.                            |
| 2021 | M'Mahawa Sylla | Gouverneur de la ville de Conakry                                       |
| | Binta Pilote   | colonel d’aviation première femme pilote d’hélicoptère d’Afrique noire, |
| première pilote personnelle du chef de l'État Ahmed Sekou Touré et de la première dame Henriette Conté,. | Binta Pilote   |                                                                         |